# 1968 en Tunisie
Chronologie de la Tunisie
- 1964
- 1965
- 1966
- 1967
- 1968
- 1969
- 1970
- 1971
- 1972

Cet article présente les faits marquants de l'année 1968 en Tunisie ou relatifs à la Tunisie.

## Événements
- 15-18 mars : la mobilisation des étudiants face à la dérive autoritaire du régime est à son apogée alors qu'il réprime violemment cette contestation[1].
- septembre : une juridiction d'exception, la Cour de sûreté de l'État, est créée à l'occasion du premier grand procès de la gauche tunisienne[2] :
  - 69 membres du mouvement  Perspectives tunisiennes, avec quatorze militants communistes, sont condamnés par la Cour de sûreté de l'État à des peines de prison pour atteinte à la sûreté de l'État, à la suite du mouvement étudiant de mars ; les condamnés comptent dans leur rang, outre les étudiants, des enseignants et des fonctionnaires ; le procès retransmis directement sur les ondes de la radio nationale débouche sur de lourdes peines, telles que quatorze ans de prison pour Noureddine Ben Khedher, Gilbert Naccache et Brahim Razgallah, onze ans et demi pour Mohamed Mahfoudh et Mohamed Rached Bellalouna, dix ans et un mois pour Ahmed Ben Othman Raddaoui, neuf ans et un mois pour Tahar Ben Othman, huit ans et demi pour Aziz Krichen[3].

## Sports
- Tunisie aux Jeux olympiques d'été de 1968
- Championnats d'Afrique de judo 1968
- Championnats de Tunisie d'athlétisme 1968

### Football
- Équipe de Tunisie de football en 1968
- Championnat de Tunisie de football 1967-1968
- Championnat de Tunisie de football 1968-1969
- Coupe de Tunisie de football 1967-1968
- Coupe de Tunisie de football 1968-1969

### Handball
- Championnat de Tunisie masculin de handball 1967-1968
- Championnat de Tunisie masculin de handball 1968-1969

### Volley-ball
- Championnat de Tunisie masculin de volley-ball 1967-1968
- Championnat de Tunisie masculin de volley-ball 1968-1969

## Culture
- Angélique et le Sultan, film franco-germano-italo-tunisien de Bernard Borderie, sorti en 1968.
- Mokhtar, le troisième film de l'histoire du cinéma tunisien, est l'œuvre du réalisateur Sadok Ben Aïcha.
- Le Rebelle, film tunisien et le deuxième long métrage d'Omar Khlifi, est le premier et l'un des rares films historiques du cinéma tunisien, même si les événements qu'il relate ne sont pas directement en relation avec le protectorat et l'indépendance.

## Naissances en 1968
- Naissance en Tunisie en 1968

## Décès en 1968
- Décès en Tunisie en 1968